# Ryota Arimitsu
Ryota Arimitsu (født 21. april 1981) er en tidligere japansk fodboldspiller.
Han har spillet for flere forskellige klubber i sin karriere, herunder Avispa Fukuoka og V-Varen Nagasaki.